# Steve (Minecraft)
Steve is een personage en de eerste visuele representatie van de speler in het spel Minecraft uit 2011. Steve is ontworpen door Hayden Scott-Baron ("Dock") voor Minecraft Classic. Toen Dock weg ging bij de ontwikkeling van Minecraft werd Markus Persson weer de ontwerper, en sinds de volledige release is Jens Bergensten de ontwerper.

## Geschiedenis
Steve verscheen al in 2009 in het spel als onderdeel van de alpha-versie en de naam werd door spelontwerper Markus Persson ("Notch") als een grap voorgesteld. In 2014 werd Alex toegevoegd aan het spel en zijn beide de hoofdkarakters. Volgens Lego Club Magazine zijn Steve en Alex aan het daten.
In 2020 werd Steve toegevoegd aan het spel Super Smash Bros. Ultimate. In september 2022 verschenen er amiibofiguren van Steve en Alex.
In 2022 kwamen er 7 nieuwe standaard karakters bij. Dit betekent dat naast Steve en Alex, de speler de karakters Noor, Sunny, Ari, Zuri, Makena, Kai, en Efe kunnen gebruiken.

## Uiterlijk
Steve heeft bruin haar, een blauw shirt en een draagt een ringbaardje. Steve is buitengewoon sterk en kan eenvoudig 49,4 miljoen kilogram tillen (Door een gehele inventaris vol met blokken van goud),en kan hij langdurig sprinten met een snelheid van 20 kilometer per uur. Volgens Persson wordt Steve echter als een geslachtloos persoon voorgesteld.